# セシリア・アハーン

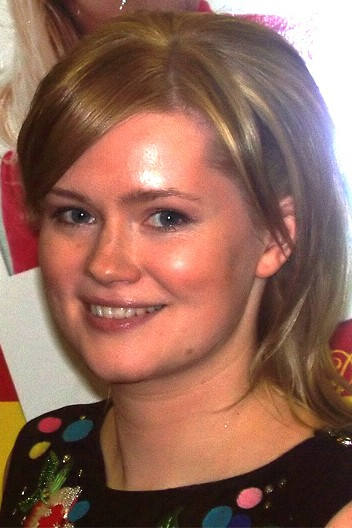
セシリア・アハーン

セシリア・アハーン（Cecelia Ahern, 1981年9月30日 - ）は、アイルランド出身の小説家。
ダブリン生まれ。父は元首相のバーティ・アハーン。姉のジョージナ・アハーンは人気グループ「ウエストライフ」のメンバー、ニッキー・バーンと結婚している。
2000年にはアイルランドのポップ・グループ「シンマ」のメンバーとして活動した。
グリフィス・カレッジ・ダブリンでジャーナリズムを学んだのち、執筆活動に入る。
2004年に出版された処女作の小説『P.S. アイラヴユー』がアイルランド、イギリス、アメリカ、ドイツ及びオランダでベストセラーとなり、2007年に映画化された。

## 著作
- PS, I Love You (2004)
  - 『P.S.アイラヴユー』（林真理子訳、小学館）
- Where Rainbows End, (2004) （米国版タイトル　Rosie DunneおよびLove, Rosie）
  - 『愛は虹の向こうに』（阿部 尚美訳、小学館文庫）
- If You Could See Me Now (2005) （米国版タイトル　A Silver Lining）
  - 『もし、君に僕が見えたら』（川端 麻祐子訳、 ゴマ文庫）
- A Place Called Here (2006) （米国版タイトル　There's No Place Like Here）
- Thanks for the Memories (2008)
- The Gift (2008)
- The Book of Tomorrow (2009)
- The Time of my Life (2011)
  - 『わたしの人生の物語』（阿部 尚美訳、小学館文庫）
- One hundred names (2012)